# 杨景贤
杨景贤（14世纪？—15世纪？），元朝末年、明朝初年蒙古族戏曲作家。因从姐夫杨镇抚，故姓杨，名暹，后改名讷，字景贤，以字行，一字景言，号汝斋。
杨景贤居住在杭州钱塘（今浙江杭州）。根据《续录鬼簿》，他“善琵琶，好戏谑，乐府出人头地”。自幼好学，精通汉语文，擅长音律和词赋，善弹琵琶，又善作谜语，致力于杂剧的研究和创作。本人经历元末之乱，对社会现实颇有感受。与著名杂剧作家贾仲名、汤舜民及名伶蒋兰英等有深厚交往。明成祖永乐初年，受召入值，以备顾问。因“无意翰林院”，在朝中居官不长。不久，返回杭州。后在南京去世。
一生中创作甚丰，其作品主要是杂剧、散曲和传奇，《太和正音谱》称其词“如雨中之花”。作品内含较丰富的哲理，他对天命大胆怀疑，代表了当时市民思想，在中国文学史、中国戏曲史上占有重要地位。《续录鬼簿》著录其杂剧有十八种，包括《天台梦》《生死夫妻》《偃时救驾》《西湖怨》《为富不仁》《待子瞻》《三田分树》《西游记》《红白蜘蛛》《巫娥女》《保韩庄》《刘行首》《盗红绡》《鸳鸯宴》《东狱殿》《海棠亭》《两团圆》等。《西游记》《刘行首》两种流传于世，残存《玩江楼》（一说戴善甫作）、《天台梦》两种。其他均已散失。所著《西游记》是后来明代百回本《西游记》的一个重要来源。散曲流传至今的有七首小令和一曲套数。所著传奇也失传。